# فابريزيو رافاسي
فابريزيو رافاسي (انجليزية Fabrizio Ravasi). و. (24 يونيو 1965) هي لاعب «رياضة التجديف» ايطالي الجنسية وحاصل على الميدالية الذهبية في بطولة العالم للتجديف عام 1985.

## روابط خارجية
- فابريزيو رافاسي على موقع الاتحاد الدولي للتجديف (الإنجليزية)